# Strukturmodell der Psyche

Der psychische Apparat nach Freuds Strukturmodell

Das Strukturmodell der Psyche, auch Instanzen-Modell, ist das zweite von Sigmund Freud entwickelte tiefenpsychologische Modell für den sogenannten psychischen Apparat. Es untergliedert die Psyche des Menschen in drei verschiedene Instanzen: Das Es, das Ich und das Über-Ich.

## Entstehung
Freud begann dieses zweite Modell ab 1923 in seiner Schrift Das Ich und das Es auszuarbeiten. Eine wesentliche Fortsetzung folgte 1926 in dem Werk Hemmung, Symptom und Angst. Zwei zusammenfassende Darstellungen finden sich in Neue Vorlesungen zur Psychoanalyse von 1933 sowie in dem posthum veröffentlichten Werk Abriss der Psychoanalyse. Es wird meistens als Strukturmodell dem topografischen Modell mit den drei Topoi des Unbewussten, des Vorbewussten und des Bewusstseins gegenübergestellt.
Freud vollzog diese Änderung aufgrund seiner klinischen Beobachtungen, von denen sich ein Teil nicht mehr ausreichend mit dem topografischen Modell beschreiben ließen. So traten die notwendigen Anpassungen des psychischen Apparats an das Realitätsprinzip stärker in den Vordergrund und verlangten nach eine Berücksichtigung auch in der Entwicklung der Theorie. Einige spätere Autoren unterscheiden zwischen einem ersten und einem zweiten topischen Modell, andere bevorzugen die Bezeichnung Topografisches Modell versus Strukturmodell, um zu verdeutlichen, dass mit diesem zweiten Modell keine räumliche Metapher mehr im Vordergrund steht, sondern ein strukturelles Bezugssystem dargestellt ist, dessen Instanzen über unterschiedliche Eigenschaften und Funktionen verfügen. Die beiden Modelle gelten als nicht ineinander überführbar und nicht austauschbar, sondern beschrieben unterschiedliche Aspekte, so dass sich ein einheitliches psychoanalytisches Modell des seelischen Apparates aus ihnen nicht ergibt.
Das Strukturmodell stellt die Grundlage für das Verständnis von psychischen Konflikten dar, in dem einander widersprechende Tendenzen zu einer Synthese gebracht werden müssen. Dabei nehmen nun auch die Ansprüche der Außenwelt, die Berücksichtigung des Realitätsprinzips, eine wichtige Rolle ein. Konflikte können demnach entstehen zwischen dem Es und dem Ich, dem Es und dem Über-Ich, dem Es und der Außenwelt, dem Über-Ich und dem Ich, dem Über-Ich und der Außenwelt und dem Ich und der Außenwelt. Die problemlösende und Synthese bildende Funktion übernimmt das Ich. Die Zensur, die zuvor als Schranke zwischen dem Unbewussten und dem Bewusstsein konzipiert war, wird nun zu einer Funktion des Ichs. Die Angst ist nicht mehr nur eine verwandelte libidinöse Triebenergie, sondern sie wird zu einem im Ich entstehenden Gefahrensignal. Dieses veranlasst das Ich, Maßnahmen gegen ein Überwältigt-Werden zu ergreifen und die eigene Integrität und Sicherheit aufrechtzuerhalten oder wiederherzustellen. Das Konfliktmodell hatte entscheidende Bedeutung für die psychoanalytische Behandlungstechnik.
Bei alledem machte Freud immer wieder auf den Modellcharakter seiner Terminologie aufmerksam und mahnte, dass man sich die drei Instanzen nicht als scharf gegeneinander abgegrenzte Bereiche wie bei einer geopolitischen Zeichnung vorstellen solle, sondern eher als „verschwimmende Farbenfelder wie bei den modernen Malern.“

## Aufbau

### Es
Das Es (engl. id; franz. ça) repräsentiert die triebhafte Grundlage des Menschen. Es ist die Schnittstelle zwischen dem Organischen und dem Psychischen und enthält als Reservoir die aus der Körperorganisation stammende Triebenergie, die sich psychisch als „Libido“ zeigt. Es ist die von Geburt an mitgebrachte, archaische Erbschaft eines jeden Menschen.
Psychologisch kann es nur indirekt erschlossen werden.

„Es ist der dunkle, unzugängliche Teil unserer Persönlichkeit; das wenige, was wir von ihm wissen, haben wir durch das Studium der Traumarbeit und der neurotischen Symptombildung erfahren und das meiste davon hat negativen Charakter, läßt sich nur als Gegensatz zum Ich beschreiben. Wir nähern uns dem Es mit Vergleichen, nennen es ein Chaos, einen Kessel voll brodelnder Erregungen.“

In Bezug auf das dualistische Triebmodell ist das Es Reservoir für die beiden Grundtriebe Libido und Todestrieb, die sich in den biologischen Funktionen gegeneinander und zugleich in Kombination zeigten. So sei das Essen ein Akt der Zerstörung des Objekts und zugleich eine neue Bindung.
Das Es kennt keine Wertungen, strebt nach unmittelbarer Triebbefriedigung, benötigt aber dazu den Zugang zur Motilität, welcher nur über das Ich gegeben ist. Insofern ist es zur Verwirklichung auf die Entwicklung eines Ichs angewiesen. Es ist zeitlos in dem Sinne, dass ihm die Differenzierung in Vergangenheit, Gegenwart und Zukunft fehlt, aber auch im Sinne der Zeitlosigkeit einer sich nicht verändernden Triebenergie. Auch herrscht keine Vorstellung von Raum, es gibt keine logischen Denkvorgänge, keine Widersprüche und keine Negation. Es ist damit dem primärprozesshaften Denken zuzuordnen. Es enthält auch Eindrücke, „die durch Verdrängung ins Es versenkt worden sind.“ Auch diese seien „virtuell unsterblich“ und verhielten sich noch nach Dezenien so „als ob sie neu vorgefallen wären.“
Das Es ist die Grundlage, aus der heraus sich durch Differenzierung und Abgrenzung das Ich und das Über-Ich bilden. Diese Differenzierung verstand Freud als Kulturarbeit. Freud übernahm den Begriff „das Es“ in Anlehnung an Friedrich Nietzsche und Georg Groddeck, da mit dieser Bezeichnung insbesondere die Ichfremdheit dieser Instanz passend gekennzeichnet sei.

### Ich
Das Ich (eng. ego, franz. moi) im Sinne des Strukturmodells ist diejenige Instanz, die zwischen den Ansprüchen der Außenwelt und den Triebbedürfnissen vermittelt, konkreter zwischen Realitätsprinzip, Es und Über-Ich.

„Eine Handlung des Ichs ist dann korrekt, wenn sie gleichzeitig den Anforderungen des Es, des Über-Ichs und der Realität genügt, also deren Ansprüche miteinander zu versöhnen weiß.“

Das Ich als eine eigene psychische Instanz des seelischen Apparates entwickelt sich in der Kindheit durch Identifizierungen, die im heranwachsenden Kind zu einem Liebesobjekt im Inneren führen. Das Ich übernimmt nach und nach die Beziehung zur Außenwelt, vertritt sie zum Schutze der Person gegenüber dem Es, welches sich sonst in der rücksichtslosen Durchsetzung seiner Triebansprüche selbst vernichten würde, wovor das Kind zunächst durch die frühen Bezugspersonen geschützt ist. Dazu muss das Ich die Außenwelt beobachten, sich ein Bild von ihr machen, dieses als Erinnerungsspur festhalten und für die Tätigkeit der Realitätsprüfung gegenüber dem Es nutzen. Zu den Charakteristika des Ichs gehören die Verarbeitung der Sinneswahrnehmungen, die Speicherung der Erfahrungen im Gedächtnis, die Vermeidung überstarker Reize durch Flucht, die Anpassung an die Außenwelt sowie ihre Veränderung durch eigene Aktivität. Im Unterschied zum Es hat das Ich den Zugang zum sogenannten Handlungsapparat, wodurch das Es zur Verwirklichung seiner Triebbedürfnisse auf das Ich angewiesen ist. Im Schlaf zieht sich das Ich von der Außenwelt zurück und verändert, unter Verzicht auf den Zugang zum Handlungsapparat, seine Organisation, woraus sich das Traumleben mit seinen speziellen Mechanismen ergibt. Des Weiteren zeichnet sich das Ich durch eine Vorstellung von Zeit aus, das Erkennen von Widersprüchen und die Fähigkeit zur Synthese im Sinne einer Konfliktbewältigung.
Zu den Ich-Funktionen gehören neben Wahrnehmung, Denken und Gedächtnis auch die Abwehrmechanismen, die bei der Vermittlung mitwirken, indem sie einen Teil der Es-Ansprüche so zurückweisen, dass sie dauerhaft unbewusst werden. Im neurotischen Konflikt stellt das Ich, psychodynamisch gesehen, den Abwehrpol dar, der sich durch eine Reihe von Abwehrmechanismen vor der Wahrnehmung des unlustvollen Affektes schützt. Im Sinne des ersten topischen Modells ist das Ich teilweise bewusst, teils vorbewusst und zum Teil unbewusst.

### Über-Ich
Das Über-Ich (oder Überich, engl. super-ego, franz. surmoi oder sur-moi) als eigene Instanz beinhaltet die verinnerlichten elterlichen bzw. gesellschaftlichen Verbote und Einschränkungen. Freud beschreibt das Über-Ich als Niederschlag der langen Kindheitsperiode, in der der werdende Mensch in Abhängigkeit von den Eltern lebt. In ihm lebe der elterliche Einfluss als eigene, vom Ich unterschiedene, Instanz fort. Dazu gehörten auch die durch sie vermittelten gesellschaftliche Anforderungen, die im Über-Ich der Eltern selbst unbewusst fortwirkten. In der weiteren individuellen Entwicklung kommen die Einflüsse von Erziehern, öffentlichen Vorbilder und den in der jeweiligen Gesellschaft verehrten Idealen hinzu. Während das Ich hauptsächlich durch das selbst Erlebte geprägt sei, präsentierten das Es und das Über-Ich in unterschiedlicher Weise die auch überindividuelle Vergangenheit: Das Es die ererbte, das Über-Ich die kulturelle.
Zum Über-Ich gehören die Funktionen der kritischen Selbstbeobachtung, des Gewissens und der Ideale. Es ist Träger des Ich-Ideals und versucht dessen Ansprüche nach Vollkommenheit zu erfüllen. Große Teile des Über-Ichs sind dauerhaft unbewusst. Sie können, etwa im Zuge einer psychoanalytischen Behandlung, bewusst gemacht und modifiziert werden.
Die Entstehung des Über-Ichs sieht Freud, inhaltlich und zeitlich, in enger Verbindung zum Ödipuskomplex und den damit einhergehenden Beschränkungen. Mit dem Untergang des Ödipuskomplexes, etwa im fünften Lebensjahr, sei auch die Ausbildung des Über-Ichs sowie insgesamt die Differenzierung der drei Instanzen im Sinne des Strukturmodells in einer ersten Version abgeschlossen.
In der weiteren Entwicklung des Individuums entfernt sich das Über-Ich von individuellen Elternpersonen und wird unpersönlicher, was nach Freud eine wesentliche Voraussetzung für die seelischen Gesundheit ist.

## Kritik und Weiterführungen

Ich, Über-Ich und Es in Näherung an die Topologie des ersten Modells.

Einen Versuch das Verhältnis zwischen dem topografischen und dem Strukturmodelle zu kennzeichnen stellt das, nicht von Freud selbst stammende, sogenannten Eisbergmodell dar.
Der Begriff des Es wurde in Folge sowohl innerhalb als auch außerhalb der Psychoanalyse kontrovers diskutiert. Durch die metaphorische Beschreibung scheine die Rede von einem selbstständig handelnden Wesen oder Homunkulus in den tiefsten Schichten der Seele. Die Offenheit des Begriffs führte zu verschiedenen Ausprägungen im Gebrauch, während Georg Groddeck das Es als mächtigen und fantasievollen Herren allen psychischen und psychosomatischen Geschehens beschrieb, gebrauchte Wilhelm Reich ihn in seinem Spätwerk als einen neurophysiologischen Begriff. Eine bedeutsame Rolle spielte das Es in der Kleinianischen Entwicklungspsychologie, während es im Zuge der Neuentwicklungen der Ich-Psychologie bei Anna Freud und Heinz Hartmann aufgrund der Verschiebung des Interesses an den Ich-Funktionen in den Hintergrund trat. Versuche den Es-Begriff systematisch in die Modelle der Selbstpsychologie, der Objektbeziehungstheorie oder kybernetische Modelle zu integrieren blieben vereinzelt. Nach einer Phase des eher nur noch metaphorischen Gebrauchs des Begriffs, wurde ihm im Zuge eines neurowissenschaftlichen Blicks auf die Psychoanalyse und der Postulierung einer somatisch kodierten transgenerativen Weitergabe von Erinnerungen wieder verstärkt eine Bedeutung zugewiesen.
Schon bei Freud selbst findet sich eine sehr unterschiedliche Verwendung des Begriffs Ich, worauf sich ein Teil der kritischen Auseinandersetzungen wie auch der Weiterführungen bezieht. Wesentliche Kritikpunkte beziehen sich darauf, dass Freud in seinen Schriften vor der Ausarbeitung des Strukturmodells den Ich-Begriff auch für die gesamte Person verwendete sowie darauf, dass er nicht zwischen dem Ich und dem Selbst unterschied. Nachfolgende Entwicklungen innerhalb der Psychoanalyse griffen diese Unschärfe auf und differenzierten Ich und Selbst als unterschiedliche Konstrukte. Die Ich-Psychologie von Anna Freud und Heinz Hartmann differenzierte den Ich-Begriff, die Selbstpsychologie von Heinz Kohut den Begriff des Selbst.
Eine weitere Schwierigkeit des Begriffs liegt darin, dass Freud sich mit dem Ich-Begriff in die allgemeine Begriffsgeschichte eines Begriffs innerhalb der Philosophie, Theologie und Medizin bzw. anderen psychologischen Richtungen, stellte, die den Begriff unterschiedlich definieren oder undefiniert verwenden. Die dadurch entstehende Unschärfe kann nicht durch eine vereinheitlichende Definition aufgelöst werden, weil die Begriffsverwendung unterschiedlichen Traditionssträngen entspringt, die sich nicht ineinander überführen lassen. So knüpfte er z. B. mit der Reitermetapher, in der er das Verhältnis zwischen Es und Ich als das zwischen einem Pferd und einem Reiter, beschrieb, an die Vorstellung der Dichotomie von Trieb und Vernunft an ältere Vorstellungen an, was zur Popularität des Strukturmodells beitrug wie auch zu einer weiteren Verwendung in philosophischen und religiösen Kontexten.
Im Zusammenhang mit seinen klinischen Forschungen zur Melancholie (spätere Bezeichnung: Depression) stieß Freud auf äußerst rigide, sadistische Formen des Über-Ichs und begründete diese mit den drei Komponenten: der Verwurzelung des Über-Ichs im Es, durch die es zu einer verstärkten Wirksamkeit des Todestrieb komme, einer unbewussten Identifizierung mit ambivalent besetzten Objekten (Bezugspersonen) sowie der Übernahme eines rigide, unreifen und inkonsistenten Über-Ichs dieser frühen Objekte (spätere Bezeichnung: double bind). Diese Beobachtungen Freuds wurden von späteren Autoren theoretisch anders konzipiert. So wurde vor allem die entwicklungspsychologisch späte Entstehung des Über-Ichs in der ödipalen Phase von verschiedenen Autoren kritisiert. Melanie Klein beschrieb Vorläufer des Über-Ichs in der paranoid-schizoiden Phase des frühen ersten Lebensjahres und erklärte damit die von Freud beschriebenen besonders rigiden Formen des Über-Ichs sowie die damit verbundenen Verfolgungsängste. Diese Grundhypothese wurde von Autoren wie Otto Kernberg weiterentwickelt, die sich der Psychodynamik der sogenannten Frühen Störungen beschäftigten. Die nicht ausreichend eingebundenen, nicht modifizierten archaischen Formen des Über-Ichs können sich z. B. in Selbstbestrafungstendenzen äußern oder zu einer Verzerrung der Realitätswahrnehmung führen. Trimborn fasst drei unterscheidbare Differenzierungen des Über-Ichs zusammen: das archaische Über-Ich, welches aus narzisstischen Traumatisierungen entstehe und sich in tiefer Unsicherheit und Verfolgungsangst zeige, das soziale Über-Ich, welches sich in Trennungsangst und Angst vor Liebesverlust äußere und das ödipale Über-Ich. Erst letzteres führe, wie von Freud beschrieben, zur Aufgabe ödipaler Wünsche mit den Mechanismen der Verdrängung, Reaktionsbildung und Identifizierung mit den ödipalen Objekten.
Als Grundlage für das Verständnis psychischer Konflikte hatte das Modell einen maßgeblichen Einfluss auf die psychoanalytischen Neurosenlehre, in der die Bedeutung der Angst sowie der mehr oder weniger gelungenen Kompromissbildungen weiter differenziert wurden, etwa in der Ausarbeitung der Grundformen der Angst durch Fritz Riemann oder im Stufenmodell der psychosozialen Entwicklung von Erik H. Erikson. Stavros Mentzos kritisierte allerdings, dass das Strukturmodell nur für einen Teil der Konflikte, den der reiferen Störungen zutreffe, bei denen eine stabile Ausbildung der Instanzen Ich und Über-Ich bereits erfolgt sei.
Im diagnostischen Kontext wurde die Frage ausreichend stabiler Ich-Grenzen insbesondere von Gerd Rudolf thematisiert und fand Eingang in die Operationalisierte Psychodynamische Diagnostik.